# ケルアン県
ケルアン県（ケルアンけん、アラビア語：ولاية القيروان　Wilāyat al-Qayrawān） は、チュニジアの県である。チュニジアの中央部に位置している。人口は546,209人（2004年）、面積は6,712km2。県都はケルアンである。